# Mirabela Coteț
Mirabela Gabriela Coteț (n. 22 februarie 2001, în Brăila) este o handbalistă din România care evoluează pe postul de pivot pentru clubul românesc HC Dunărea Brăila. Începând din vara anului 2018, Coteț a evoluat atât pentru prima echipă a clubului Dunărea Brăila în Liga Națională cât și pentru echipa secundă înscrisă în Divizia A. În 2019 la terminarea junioratului Mirabela Coteț a semnat un contract pe cinci sezoane cu Dunărea Brăila. Mirabela Coteț a fost împrumutată la CSM Târgu Jiu în decembrie 2022 iar în martie 2023 a semnat prelungirea înțelegerii cu gruparea gorjeană până în 2024. La expirarea împrumutului, în 2024, Mirabela Coteț s-a întors la echipa brăileană.
Coteț a fost componentă a naționalei de tineret a României.

## Palmares
- Liga Europeană:
  - Sfertfinalistă: 2021
  - Grupe: 2024

- Cupa României:
  -  Finalistă: 2023

- Campionatul Național de Junioare II:
  -  Medalie de argint: 2017

## Performanțe individuale
- Cel mai bun pivot la Turneul final Junioare II, distincție acordată de FRH: 2017;[20]

## Statistică goluri
Conform Federației Române de Handbal și Federației Europene de Handbal:
| Sezon             | Echipă | Goluri |
| ----------------- | ------ | ------ |
|                   |        |        |
| 2019-20           |        |        |
| HC Dunărea Brăila | 1      |        |
|                   |        |        |
| 2020-21           |        |        |
| HC Dunărea Brăila | 11     |        |
|                   |        |        |
| 2021-22           |        |        |
| HC Dunărea Brăila | 11     |        |

| Sezon             | Echipă | Goluri |
| ----------------- | ------ | ------ |
|                   |        |        |
| 2019-20           |        |        |
| HC Dunărea Brăila | 3      |        |
|                   |        |        |
| 2020-21           |        |        |
| HC Dunărea Brăila | -      |        |
|                   |        |        |
| 2021-22           |        |        |
| HC Dunărea Brăila | 1      |        |
|                   |        |        |
| 2022-23           |        |        |
| CSM Târgu Jiu     | 4      |        |
|                   |        |        |
| 2023-24           |        |        |
| CSM Târgu Jiu     | 9      |        |

| Ediția                           | Echipă | Goluri | Pase de gol |
| -------------------------------- | ------ | ------ | ----------- |
|                                  |        |        |             |
| Austria, Elveția și Ungaria 2024 |        |        |             |
| România                          | 2      | -      |             |

| Sezon             | Echipă | Goluri |
| ----------------- | ------ | ------ |
|                   |        |        |
| 2020-21           |        |        |
| HC Dunărea Brăila | -      |        |
|                   |        |        |
| 2023-24           |        |        |
| CSM Târgu Jiu     | 10     |        |